# Mooresville (Carolina do Norte)
Mooresville é uma cidade  localizada no estado norte-americano de Carolina do Norte, no Condado de Iredell.

## Demografia
Segundo o censo norte-americano de 2000, a sua população era de 18.823 habitantes.
Em 2006, foi estimada uma população de 20.944, um aumento de 2121 (11.3%).

## Geografia
De acordo com o United States Census Bureau tem uma área de
38,1 km², dos quais 38,0 km² cobertos por terra e 0,1 km² cobertos por água. Mooresville localiza-se a aproximadamente 247 m acima do nível do mar.

## Localidades na vizinhança
O diagrama seguinte representa as localidades num raio de 16 km ao redor de Mooresville.